# Sant Andreu Jazz Band

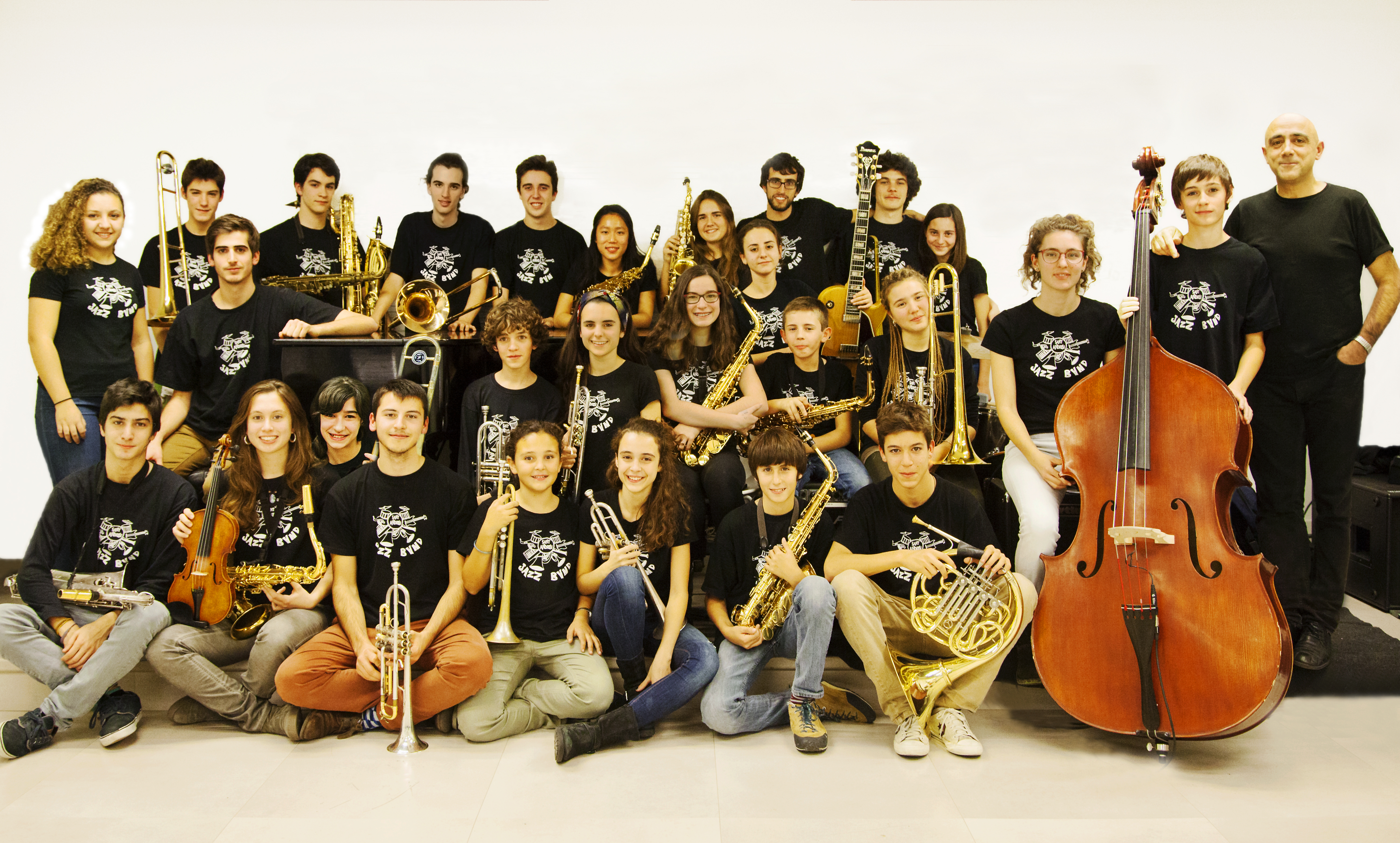
Formación del 2016

La Sant Andreu Jazz Band es una banda de música de jazz de la ciudad de Barcelona, formada por jóvenes (la mayoría entre 7 y 20 años) bajo la dirección musical de Joan Chamorro. La banda nació en 2006 en el seno de la Escola Municipal de Música de Sant Andreu.
Actualmente la banda ofrece frecuentes conciertos en festivales de Cataluña, España y Europa. En 2009 grabó su primer CD-DVD en directo, Jazzing: Live at Casa Fuster, en el que los chicos y chicas compartían escenario con prestigiosos músicos de jazz. 
2010 y 2011 fueron los años de la consolidación: lleno de actuaciones (más de 100 conciertos en diversos festivales: Valls, Tarrasa, Gerona, Barcelona, Playa de Aro...) tocando en escenarios míticos como el Jamboree, Palacio de la Música Catalana, JazzSi, Hotel Casa Fuster… y con importantes colaboradores como Dick Oatts, Ken Peplowski, Bobby Gordon, Perico Sambeat, Ignasi Terraza, Matthew Simon, Esteve Pi…
En 2012 el director de cine Ramón Tort grabó la película documental A film about kids and music sobre la Sant Andreu Jazz Band. Este documental ganó en agosto de 2013 el premio al mejor largometraje en el Festival de Cine de Austin (Texas, EE. UU.).

## Músicos y exalumnos
Adrián González - 
Alba Armengou - 
Alba Esteban - 
Àlex Ferrer - 
Ana Solé - 
Andrea Motis - 
Arnau Julià - 
Arnau Sánchez - 
Carla Motis - 
Carles Vázquez - 
Dani Téllez - 
Eduard Ferrer - 
Èlia Bastida - 
Elsa Armengou - 
Ester Andrés - 
Eugeni Mas - 
Eva Fernández - 
Eva Garín - 
Ferran Enfedaque - 
Héctor Bassas - 
Helena Pañart - 
Irene Mata - 
Irene Reig - 
Iscle Datzira - 
Iván Cervantes - 
Jan Domènech - 
Jan Rodríguez - 
Jaume Ferrer - 
Joan Aleix Mata - 
Joan Codina - 
Joan Mar Sauqué - 
Joan Martí - 
Joana Casanova - 
Koldo Munné - 
Magalí Datzira - 
Marc Ferrer - 
Marc Martín - 
Marçal Perramón - 
Martí Ibáñez - 
Max Salgado - 
Max Tato - 
Max Vernet - 
Miranda Fernández - 
Nil Galgo - 
Pablo Fernández - 
Pau Galgo - 
Paula Berzal - 
Paula Esteban - 
Raúl Castro - 
Raúl Juan - 
Rita Payés - 
Ruth Margüenda - 
Víctor Carrascosa - 
Xavier Álvarez

## Discografía
- 2009: JAZZING (en directo en el Hotel Casa Fuster)
- 2010: JAZZING 2 (en directo en Barcelona)
- 2011: JAZZING 3 (en directo en el Palau de la Música, con Terell Staford, Wycliffe Gordon, Jesse Davis, Ricard Gili, Josep Traver y Esteve Pi).
- 2012-13: JAZZING 4 (dos volúmenes) (con Dick Oatts, Scott Robinson, Scott Hamilton, Victor Correa, Ricard Gili, Ignasi Terraza...)
- 2014: JAZZING 5 (con Scott Robinson, Dick Oatts, Perico Sambeat,...).
- 2015: JAZZING 6 "10 AÑOS" (dos volúmenes) (con John Allred, Joel Frahm, Luigi Grasso, Jon-Erik Kellso,...)
- 2017: Jazzing 7 (featuring Luigi Grasso, Enrique Oliver, Ignasi Terraza, Josep Traver, Esteve Pi, Toni Belenguer, Eva Fernández y Magali Datzira)
- 2018: Jazzing 8 vol. 1 + 2 + 3 (tres volúmenes) (featuring Perico Sambeat, Luigi Grasso, Joe Magnarelli, Fredrik Norén, Christoph Mallinger, Andrea Motis, Pasquale Grasso, Luca Pisani, Ignasi Terraza, Josep Traver y Esteve Pi)
- 2019: Jazzing 9 vol. 1 + 2
- 2020: Jazzing 9 vol. 3
- 2020: Jazzing 10 vol. 1 + 2 + 3 (tres volúmenes)
- 2021: Jazzzing 11 vol. 1
- 2022: Jazzing 11 vol. 2 + 3 small groups at the jazz house
- 2022: Jazzing 11 vol. 4 la magia de la veu
- 2022: Jazzing 12 vol. 1 + 2